# Anse aux Anglais
Pour les articles homonymes, voir Anse.
Anse aux Anglais est un village situé sur le littoral nord de l’île Rodrigues.
L’histoire de ce lieu est liée au débarquement sur sa plage des troupes britanniques en 1809, pendant les guerres Napoléoniennes. En ce temps, Rodrigues était une dépendance de l’île de France (île Maurice), elle-même colonie française. Or, pour mettre fin aux activités des corsaires français dans cette région de l'Océan Indien, les Britanniques décidèrent de s’emparer de l'archipel des Mascareignes.
Pour s'emparer de l’Île de France, le gros des troupes était débarqué et stationné à Rodrigues.
De nos jours, ce village pittoresque est connu de la population locale pour sa plage publique car c'est un des rares endroits du littoral nord où il y a de l’animation la nuit tombée. Ce village touristique abrite un hôtel, quelques auberges et restaurants, ainsi qu’un night-club. L’artisanat, qui va de pair avec le tourisme, y est aussi implanté.
L’autre activité économique des habitants du village est la pêche. Outre les traditionnelles pêches à la ligne et à la senne, il y a aussi les piqueuses d'hourites : ces femmes parcourent le lagon à marée basse et scrutent les moindres recoins pour débusquer les poulpes. Appelé ourite à Rodrigues comme à Maurice, ce céphalopode, une fois séché, est vendu principalement sur le marché de Port Mathurin les samedis matin.
Le lagon d'Anse aux Anglais présente la particularité de s'assécher complètement à marée basse lors des saisons de marée à fort coefficient. Ce phénomène, couplé avec les couchers de soleil, offre une vue spectaculaire depuis la plage.

## Utilisation
- Ce lieu prend une place importante dans le roman Le Chercheur d'or de J.-M.G. Le Clézio : le héros, Alexis, y séjourne plusieurs années de 1910 à 1914 et y cherche le « trésor du Corsaire ».